# Бондарук Роман Романович
Рома́н Бондару́к (нар. 20 червня 1974, Львів) — український спортсмен (кульова стрільба). Заслужений майстер спорту. Ріст — 177 см.

## З життєпису
Освіта — вища, закінчив Львівський державний університет фізичної культури.
Перший тренер — Володимир Псюк.
Двічі бронзовий призер чемпіонату світу 2002року. Тричі срібний призер чемпіонату європи 2003року.
Срібний призер чемпіонату Європи 2005 в командних змаганнях, срібний призер чемпіонату Європи 2007 в особистому заліку.
Срібний та бронзовий призер чемпіонату Європи 2011року в особистому заліку
Тренери — Роман Бондарук та Володимир Іванчук.
Одружений, має дві дочки.
Хобі — рибальство.
Багаторазовий чемпіон та рекордсмен України.
Влітку 2013 року в Осієку (Хорватія) на чемпіонаті Європи зі стрільби з малокаліберної зброї здобув срібло у фіналі стрільби зі стандартного пістолета, перемігши Юсуфа Дікеча з Туреччини. У командному турнірі Бондарук разом з Олександром Петрівим та [[Бідняк Іван))срібні призери.
Чотириразовий чемпіон Європи 2007,2013,та двічі 2015років.Дворазовий Чемпіон світу 2014року.
Учасник Олімпійських ігор 2008 в Пекині XXX-их Олімпійських ігор 2012 в Лондоні та ХХХІ-их Олімпійських ігор 2016 в Ріо-де-Женейро.

### Виступи на Олімпіадах
| Олімпіада   | Дисципліна                                  | Результат | Місце |
| Пекін 2008  | Стрільба. Пістолет. Скоростна стрільба 25 м | 774,70    | 6     |
| Лондон 2012 | Стрільба. Пістолет. Скоростна стрільба 25 м | 579(16)   | 12    |
| Ріо 2016    | Стрільба. Пістолет. Скоростна стрільба 25 м | 579(18)   | 11    |